# Shimada (acconciatura)
Lo shimada (島田?) è un'acconciatura femminile in Giappone, simile allo chignon.
Il suo uso moderno è relegato alle geisha, ma durante il Periodo Edo era comune anche tra le fanciulle nella tarda adolescenza. 
Generalmente i capelli sono raggruppati sulla corona della testa e una parte dello chignon è protratto in avanti.
Ci sono quattro tipi differenti di Shimada:
1. Taka Shimada, uno chignon elevato (un gomitolo di capelli), tipico delle donne giovani
2. Tsubushi shimada, uno chignon appiattito tipicamente portato dalle donne mature
3. Uiwata, uno chignon solitamente legato da una fascetta di cotone
4. Momoware, uno stile che rende lo chignon simile ad una pesca troncata a metà, tipico delle maiko